# Rodanki
Rodanki, tiocyjaniany, tiocyjanki, siarkocyjanki – grupa związków chemicznych, soli lub estrów kwasu tiocyjanowego. Rodanki są związkami trującymi, jednak mniej szkodliwymi niż cyjanki.
Najbardziej znane są rodanek amonu (NH
4SCN) i rodanek potasu (KSCN), służące w jakościowej analizie chemicznej do wykrywania kationów niektórych metali, na przykład srebra, żelaza, miedzi i uranu.